# Dewora Awramowa
Dewora Awramowa (bulgarisch Девора Аврамова, englisch Devora Avramova; * 1. März 2000) ist eine bulgarische Leichtathletin, die im Mittel- und Langstreckenlauf an den Start geht.

## Sportliche Laufbahn
Erste internationale Erfahrungen sammelte Dewora Awramowa im Jahr 2019, als sie bei den U20-Balkan-Meisterschaften in Istanbul in 5:02,03 min den achten Platz im 1500-Meter-Lauf belegte. Im Juli gewann sie bei den U20-Balkan-Meisterschaften in Cluj-Napoca in 9:57,59 min die Silbermedaille im 3000-Meter-Lauf und kam über 5000 Meter nicht ins Ziel. Im Jahr darauf belegte sie bei den Balkan-Meisterschaften ebendort in 9:59,57 min den fünften Platz über 3000 Meter und bei den Crosslauf-Europameisterschaften 2021 gelangte sie nach 22:22 min auf Rang 41 im U23-Rennen. Zudem wurde sie bei den Balkan-Halbmarathonmeisterschaften in Bitola in 1:19:46 h Sechste. Im Jahr darauf belegte sie bei den Balkan-Meisterschaften in Craiova in 9:34,86 min den vierten Platz über 3000 Meter und gelangte im 5000-Meter-Lauf mit 16:33,41 min auf Rang fünf. Im Dezember wurde sie bei den Crosslauf-Europameisterschaften in Turin nach 22:10 min 38. im U23-Rennen. 2023 belegte sie bei der 2. Liga der Team-Europameisterschaft im Rahmen der Europaspiele in Chorzów in 4:28,91 min den zwölften Platz im 1500-Meter-Lauf und im Dezember wurde sie bei den Crosslauf-Europameisterschaften in Brüssel nach 39:10 min 52. im Einzelrennen. Im Jahr darauf belegte sie bei den Balkan-Meisterschaften in Izmir in 16:42,90 min den fünften Platz über 5000 Meter und bei den Straßenlauf-Europameisterschaften 2025 in Löwen landete sie nach 34:28 min auf dem 68. Platz über 10 km.
2023 wurde Awramowa bulgarische Meisterin im Halbmarathon und 2025 im 10-km-Straßenlauf. Zudem wurde sie 2021 sie Hallenmeisterin im 1500-Meter-Lauf sowie 2024 und 2025 über 3000 Meter.

## Persönliche Bestleistungen
- 1500 Meter: 4:25,74 min, 8. Juli 2023 in Weliko Tarnowo
  - 1500 Meter (Halle): 4:31,84 min, 28. Januar 2023 in Sofia
- 3000 Meter: 9:34,88 min, 18. Juni 2022 in Craiova
  - 3000 Meter (Halle): 9:36,92 min, 29. Januar 2023 in Sofia
- 5000 Meter: 16:23,77 min, 15. Mai 2024 in Stara Sagora
- 5-km-Straßenlauf: 16:13 min, 15. März 2025 in Leicester
- 10-km-Straßenlauf: 34:06 min, 22. September 2024 in Brașov
- Halbmarathon: 1:14:05 h, 9. April 2023 in Stara Sagora